# Grand-Couronne
Grand-Couronne è un comune francese di 9 784 abitanti situato nel dipartimento della Senna Marittima nella regione della Normandia.

## Società

### Evoluzione demografica
Abitanti censiti